# Ne sois pas si bête
Singles de France Gall
- N'écoute pas les idoles
(1963)
Ne sois pas si bête est une chanson de France Gall, parue initialement en 1963 en EP et en single et ensuite en 1964 sur l'album France Gall (communément appelé N'écoute pas les idoles),.
C'est une adaptation française de la chanson Stand a Little Closer interprétée plus tôt en 1963 par The Laurie Sisters,.

## Développement et composition
La chanson originale a été écrite par Jack Wolf et Bugs Bower. Elle était adaptée en français par Pierre Delanoë. L'enregistrement de France Gall a été produit par Denis Bourgeois.

## Liste des pistes
EP 7" 45 tours (1963, Philips 434.807, France)
A1. Ne sois pas si bête (2:18)
A2. Ça va, je t'aime (2:13)
B1. J'entends cette musique (2:35)
B2. Pense à moi (2:36)
Single 7" 45 tours (1963, Philips B 373.234 F, France)
1. Ne sois pas si bête (2:16)
2. Pense à moi (2:32)[1]

Single 7" 45 tours (1964, Philips 328 013 JF, Pays-Bas)
1. Ne sois pas si bête
2. J'entends cette musique[1]

## Classements
| Classement (1963)                       | Meilleure position |
| --------------------------------------- | ------------------ |
| Belgique (Wallonie Ultratop 50 Singles) | 24                 |